# Episodi di Thriller (serie televisiva 1973) (quinta stagione)
La quinta stagione della serie televisiva Thriller  è stata trasmessa per la prima volta nel Regno Unito dalla ITV dal 12 aprile al 24 maggio 1975.
| nº | Titolo originale                    | Titolo italiano | Prima TV Regno Unito | Prima TV Italia  |
| -- | ----------------------------------- | --------------- | -------------------- | ---------------- |
| 01 | If It's a Man, Hang Up              |                 | 12 aprile 1975       |                  |
| 02 | The Double Kill                     |                 | 19 aprile 1975       |                  |
| 03 | Won't Write Home Mom - I'm Dead     |                 | 26 aprile 1975       |                  |
| 04 | The Crazy Kill                      |                 | 3 maggio 1975        |                  |
| 05 | Good Salary, Prospects, Free Coffin |                 | 10 maggio 1975       |                  |
| 06 | The Next Voice You See              |                 | 17 maggio 1975       |                  |
| 07 | Murder Motel                        | Motel assassini | 24 maggio 1975       | 27 dicembre 1979 |